# Greedy Williams
Andraez Montrell „Greedy“ Williams (geboren am 3. Dezember 1997 in Shreveport, Louisiana) ist ein ehemaliger US-amerikanischer American-Football-Spieler auf der Position des Cornerbacks. Er spielte College Football für die Louisiana State University und stand zuletzt bei den Philadelphia Eagles in der National Football League (NFL) unter Vertrag. Zuvor spielte Williams vier Jahre lang für die Cleveland Browns.

## College
Williams besuchte die Calvary Baptist Academy in seiner Heimatstadt Shreveport, Louisiana, und gewann mit der Highschoolfootballmannschaft 2013 und 2014 die Staatsmeisterschaften von Louisiana. Ab 2016 ging er auf die Louisiana State University und spielte College Football für die LSU Tigers. Nach einem Redshirtjahr war Williams in der Saison 2017 von Beginn an Stammspieler, da er einen suspendierten Spieler vorübergehend ersetzen sollte. Bei seinem College-Debüt gegen die BYU Cougars konnte Williams mit einer Interception auf sich aufmerksam machen und sich dadurch dauerhaft in der Stammformation festsetzen. Er bestritt alle 13 Spiele als Starter und fing sechs Interceptions, in dieser Saison Bestwert in der Southeastern Conference (SEC), zudem verhinderte er 17 Pässe. Er wurde in das All-Star-Team der SEC gewählt, ebenso wie in der Saison 2018, in der er zwei Interceptions fing und elf Pässe abwehrte. Zudem wurde Williams 2018 zum Consensus All-American gewählt. Vor dem Bowl Game zum Abschluss der Saison 2018 gab Williams seine Anmeldung für den NFL Draft im folgenden Jahr bekannt.

## NFL
Williams wurde im NFL Draft 2019 in der zweiten Runde an 46. Stelle von den Cleveland Browns ausgewählt. Er war von Beginn an Stammspieler, blieb aber mit 47 Tackles und zwei verhinderten Pässen in 12 Spielen unauffällig. Vier Spiele verpasste Williams aufgrund einer Oberschenkelverletzung. In der Vorbereitung auf die Spielzeit 2020 zog Williams sich am 24. August 2020 eine Verletzung am Nervus axillaris in der rechten Schulter zu, wegen der er für die gesamte Saison ausfiel.
Zur Saison 2021 verlor Williams seine Position als Starter an Greg Newsome II, den die Browns in der ersten Runde des Drafts 2021 ausgewählt hatten. Aufgrund einer Verletzung von Newsome kehrte Williams am vierten Spieltag in die Startaufstellung zurück und konnte im vierten Viertel mit seiner ersten Interception in der NFL wesentlich zum Sieg über die Minnesota Vikings am vierten Spieltag beitragen. Insgesamt kam er 2021 in sechzehn Spielen auf acht Einsätze als Starter, zehn verhinderte Pässe und zwei Interceptions. In der Saison 2022 kam Williams in elf Spielen zum Einsatz, davon einmal als Starter, und verzeichnete dabei elf Tackles.
Im März 2023 unterschrieb Williams einen Einjahresvertrag bei den Philadelphia Eagles. Am 19. August 2023 wurde er vor Saisonbeginn von Eagles entlassen.

### NFL-Statistiken
| 2019                               | CLE    | 12                            | 12                            | 47                            | 37                            | 10                            | 0,0                           | 2                             | 0                             | 0                             | 0                             | 0                             | 0                             | 0                             | 0                             |                               |                               |                               |
| 2020                               | CLE    | kein Einsatz wegen Verletzung | kein Einsatz wegen Verletzung | kein Einsatz wegen Verletzung | kein Einsatz wegen Verletzung | kein Einsatz wegen Verletzung | kein Einsatz wegen Verletzung | kein Einsatz wegen Verletzung | kein Einsatz wegen Verletzung | kein Einsatz wegen Verletzung | kein Einsatz wegen Verletzung | kein Einsatz wegen Verletzung | kein Einsatz wegen Verletzung | kein Einsatz wegen Verletzung | kein Einsatz wegen Verletzung | kein Einsatz wegen Verletzung | kein Einsatz wegen Verletzung | kein Einsatz wegen Verletzung |
| 2021                               | CLE    | 16                            | 8                             | 41                            | 35                            | 6                             | 0,0                           | 10                            | 2                             | 7                             | 7                             | 0                             | 1                             | 0                             | 0                             |                               |                               |                               |
| 2022                               | CLE    | 11                            | 1                             | 11                            | 6                             | 5                             | 0,0                           | 0                             | 0                             | 0                             | 0                             | 0                             | 0                             | 0                             | 0                             |                               |                               |                               |
| Gesamt                             | Gesamt | 39                            | 21                            | 99                            | 78                            | 21                            | 0,0                           | 12                            | 2                             | 7                             | 7                             | 0                             | 1                             | 0                             | 0                             |                               |                               |                               |
| Quelle: pro-football-reference.com |        |                               |                               |                               |                               |                               |                               |                               |                               |                               |                               |                               |                               |                               |                               |                               |                               |                               |

## Persönliches
Sein älterer Bruder Rodarius Williams spielt ebenfalls Football als Cornerback. Er spielte College Football für Oklahoma State und wurde im NFL Draft 2021 in der sechsten Runde von den New York Giants ausgewählt.